# Лауреаты Сталинской премии в области литературы и искусства (1951)
В 1951 году названы лауреаты премии за 1950 год в Постановлении Совета Министров СССР «О присуждении Сталинских премий в области искусства и литературы за 1950 год» (опубликовано в газете «Правда» 17 марта 1951 года).

## а. Художественная проза
Первая степень — 100 000 рублей
1. Гладков, Фёдор Васильевич — за повесть «Вольница» (1950)
2. Николаева, Галина Евгеньевна (Волянская) — за роман «Жатва» (1950)

Вторая степень — 50 000 рублей
1. Бабаевский, Семён Петрович — за 2-ю книгу романа «Свет над землёй» (1950)
2. Баширов, Гумер Баширович — за роман «Честь» (1948)
3. Ибрагимов, Мирза Аждар оглы — за роман «Наступит день» (1948)
4. Кожевников, Алексей Венедиктович — за роман «Живая вода» (1950)
5. Никитин Николай Николаевич — за роман «Северная Аврора» (1950)
6. Наджми, Кави Гибятович (Нежметдинов) — за роман «Весенние ветры» (1948)
7. Рыбаков, Анатолий Наумович (Аронов) — за роман «Водители» (1950)
8. Соколов, Михаил Дмитриевич — за роман «Искры» (1939—1949)
9. Чейшвили, Александр Николаевич — за роман «Лело» (1938—1948)

Третья степень — 25 000 рублей
1. Антонов, Сергей Петрович — за книгу рассказов «По дорогам идут машины» (1950)
2. Бирюков, Николай Зотович — за роман «Чайка» (1945)
3. Гудайтис-Гузявичюс, Александр Августович — за роман «Правда кузнеца Игнотаса» (1948—1949)
4. Закруткин, Виталий Александрович — за роман «Пловучая станица» (1950)
5. Караваева, Анна Александровна — за романы «Огни», «Разбег», «Родной дом» (трилогия «Родина»; 1943—1950)
6. Кассиль, Лев Абрамович и Поляновский, Макс Леонидович — за повесть «Улица младшего сына» (1949)
7. Кербабаев, Берды Мурадович — за повесть «Айсолтан из страны белого золота» (1949)
8. Собко, Вадим Николаевич — за роман «Залог мира» (1950)
9. Стельмах, Михаил Афанасьевич — за роман «Большая родня» (1949—1950)
10. Тока, Салчак Калбакхорекович — за повесть «Слово арата» (1950)
11. Трифонов, Юрий Валентинович — за повесть «Студенты» (1950)
12. Шагинян, Мариэтта Сергеевна — за книгу очерков «Путешествие по Советской Армении» (1950)
13. Шамякин, Иван Петрович — за роман «Глубокое течение» (1949)

## б. Поэзия
Первая степень — 100 000 рублей
1. Малышко, Андрей Самойлович — за сборник стихов «За синим морем» (1950)
2. Маршак, Самуил Яковлевич — за сборник «Стихи для детей» (1950)
3. Щипачёв, Степан Петрович — за поэму «Павлик Морозов» (1950)

Вторая степень — 50 000 рублей
1. Абашидзе Григол — за циклы стихов «Ленин в Самгори» (1950), «На южной границе» (1949)
2. Сурков, Алексей Александрович — за сборник стихов «Миру — мир!» (1950)
3. Тильвитис Теофилис Юстинович — за поэму «На земле Литовской» (1949)
4. Цадаса, Гамзат — за сборник стихов «Избранное» (1950)

Третья степень — 25 000 рублей
1. Берггольц, Ольга Фёдоровна — за поэму «Первороссийск» (1950)
2. Бровка, Пётр Устинович — за сборник стихов «Дорога жизни» (1950)
3. Воронько, Платон Никитович — за сборники стихов «Доброе утро» (1950), «Славен мир» (1950)
4. Казаков Миклай — за сборник стихов «Поэзия — любимая подруга» (1950)
5. Кирсанов, Семён Исаакович (Кортчик) — за поэму «Макар Мазай» (1947—1950)
6. Рза, Расул (Рзаев Расул Ибрагим оглы) — за поэму «Ленин» (1950)
7. Эмин, Геворк (Мурадян Карлен Григорьевич) — за сборник стихов «Новая дорога» (1949)

## г. Драматургия
Вторая степень — 50 000 рублей
1. Мосашвили Ило — за пьесу «Потопленные камни» (1949)
2. Суров, Анатолий Алексеевич — за пьесу «Рассвет над Москвой» (1950)
3. Штейн, Александр Петрович (Рубинштейн) — за пьесу «Флаг адмирала» (1950)

Третья степень — 25 000 рублей
1. Дьяконов, Николай Михайлович — за пьесу «Свадьба с приданым» (1949)
2. Корнейчук, Александр Евдокимович — за пьесу «Калиновая роща» (1950)
3. Крапива, Кондрат (Атрахович Кондрат Кондратьевич) — за пьесу «Поют жаворонки» (1950)
4. Чепурин, Юлий Петрович — за пьесу «Совесть» (1949—1950)

## г. Литературная критика и искусствоведение
Вторая степень — 50 000 рублей
1. Благой, Дмитрий Дмитриевич — за книгу «Творческий путь Пушкина» (1950)

Третья степень — 25 000 рублей
1. Орлов Владимир Николаевич — за книгу «Русские просветители 1790—1800 годов» (1950)

## д. Художественная кинематография
Первая степень — 100 000 рублей
1. Рошаль, Григорий Львович, сценарист и режиссёр, Абрамова, Анна Абрамовна (Бруштейн), сценарист, Магид, Моисей Шоломович и Сокольский, Лев Евгеньевич, операторы, Суворов, Николай Георгиевич, художник, Шаргородский, Арнольд Александрович, звукооператор, Борисов, Александр Фёдорович, исполнитель заглавной роли, Черкасов, Николай Константинович, исполнитель роли В. В. Стасова, Никитин, Фёдор Михайлович, исполнитель роли А. С. Даргомыжского, Балашов, Владимир Павлович, исполнитель роли М. А. Балакирева, Сухаревская, Лидия Петровна, исполнительница роли великой княгини Елены Павловны, — за цветную кинокартину «Мусоргский» (1950), снятую на киностудии «Ленфильм»
2. Ромм, Михаил Ильич, режиссёр, Исаев, Константин Фёдорович и Маклярский Исидор (Михаил) Борисович, сценаристы, Волчек Борис (Бер) Израилевич, оператор, Кузьмина, Елена Александровна, исполнительница роли советской разведчицы Марты Ширке, Комиссаров, Николай Валерианович, исполнитель роли американского сенатора Аллана, Вечеслов, Сергей Михайлович, исполнитель роли Гарви, Перцовский, Марк Наумович, исполнитель роли Кальтенбруннера, — за кинокартину «Секретная миссия» (1950), снятую на киностудии «Мосфильм»
3. Герасимов, Сергей Аполлинарьевич и Волк, Эдуард Юлианович, режиссёры, Хэ Ши-дэ , композитор, Чжоу Либо , литературный консультант, Чжоу-фын , артист-чтец, Рапопорт Вульф Абрамович, Блажков, Николай Алексеевич, Гиндин, Михаил Ефимович, Киселёв Василий Николаевич, Петров Борис Александрович, Макасеев, Борис Константинович, Хавчин, Абрам Львович, Сюй Сяо-бин , Су Хэ-цин , операторы, — за цветную кинокартину «Освобождённый Китай» (1950), снятую на МК имени М. Горького и Пекинской студии КНР
4. Столпер, Александр Борисович, режиссёр, Шеленков, Александр Владимирович и Чен (Чен Ю-лан) Иоланда Евгеньевна, операторы, Охлопков, Николай Павлович, исполнитель роли Василия Михайловича Батманова, Кадочников, Павел Петрович, исполнитель роли Алексея Николаевича Новикова, Свердлин, Лев Наумович, исполнитель роли Михаила Борисовича Залкинда, Столяров, Сергей Дмитриевич, исполнитель роли Александра Ивановича Рогова, Бернес, Марк Наумович (Нейман), исполнитель роли Умары-Магомета, — за цветную кинокартину «Далеко от Москвы» (1950), снятую на киностудии «Мосфильм»

Вторая степень — 50 000 рублей
1. Пырьев, Иван Александрович, режиссёр, Погодин, Николай Фёдорович (Стукалов), Дунаевский Исаак Иосифович, композитор, Павлов, Валентин Ефимович, оператор, Лещев, Вячеслав Алексеевич, звукооператор, Ладынина, Марина Алексеевна, исполнительница роли Галины Ермолаевны Пересветовой, Лукьянов, Сергей Владимирович, исполнитель роли Гордея Гордеевича Ворона, Лучко, Клара Степановна, исполнительница роли Дарьи Никаноровны Шелест, Володин, Владимир Сергеевич (Иванов), исполнитель роли Антона Петровича Мудрецова, — за цветную кинокартину «Кубанские казаки» (1949), снятую на киностудии «Мосфильм»
2. Калатозов, Михаил Константинович (Калатозишвили), режиссёр, Шпинель, Иосиф Аронович, художник, Магидсон, Марк Павлович, оператор, Скопина, Людмила Александровна, исполнительница роли Ганны Лихта, Судаков, Илья Яковлевич, исполнитель роли Иоахима Пино, Ситко, Борис Александрович, исполнитель роли Коста Варры, Пилявская, Софья Станиславовна, исполнительница роли Христины Падера, Штраух, Максим Максимович, исполнитель роли американского посла Мак-Хилла, Вертинский, Александр Николаевич, исполнитель роли кардинала Бирнча, — за цветную кинокартину «Заговор обречённых» (1950), снятую на киностудии «Мосфильм»
3. Пудовкин, Всеволод Илларионович и Васильев, Дмитрий Иванович, режиссёры, Головня, Анатолий Дмитриевич и Лобова, Тамара Григорьевна, операторы, Юровский, Юрий Ильич (Саруханов), исполнитель заглавной роли, Белокуров, Владимир Вячеславович, исполнитель роли С. А. Чаплыгина, Битюков, Борис Валентинович, исполнитель роли С. С. Неждановского, — за цветную кинокартину «Жуковский» (1950), снятую на киностудии «Мосфильм»
4. Раппапорт, Герберт Морицевич, Эйсымонт, Виктор Владиславович, режиссёры; Шапиро, Евгений Вениаминович и Назаров Анатолий Михайлович, операторы, Черкасов, Николай Константинович, исполнитель заглавной роли, Борисов, Александр Фёдорович, исполнитель роли П. Н. Рыбкина, Скоробогатов, Константин Васильевич, исполнитель роли адмирала С. О. Макарова, Фрейндлих, Бруно Артурович, исполнитель роли Г. Маркони, — за кинокартину «Александр Попов» (1949), снятую на киностудии «Ленфильм»
5. Юдин, Константин Константинович, режиссёр, Вольпин, Михаил Давыдович и Эрдман, Николай Робертович, сценаристы, Гелейн, Игорь Владимирович, оператор, Гурзо, Сергей Сафонович, исполнитель роли Василия Терентьевича Говорухина, Грибов, Алексей Николаевич, исполнитель роли тренера Константина Сергеевича Воронова, — за цветную кинокартину «Смелые люди» (1950), снятую на киностудии «Мосфильм»

Третья степень — 25 000 рублей
1. Эрмлер, Фридрих Маркович (Бреслав Владимир Михайлович), режиссёр, Кольцатый, Абрам Копелевич, оператор, Бабочкин, Борис Андреевич, исполнитель роли профессора Павла Степановича Лаврова, Хохряков, Виктор Иванович, исполнитель роли Тимофея Игнатьевича Милягина, — за кинокартину «Великая сила» (1950), снятую на киностудии «Ленфильм»
2. Файнциммер, Александр Михайлович и Легошин, Владимир Григорьевич, режиссёры, Астангов, Михаил Фёдорович (Ружников), исполнитель роли Скотта, Раневская, Фаина Георгиевна (Фельдман Фанни Гиршевна), исполнительница роли фрау Вурст, Смирнова, Лидия Николаевна, исполнительница роли воспитательницы детского дома Смайды, Юдин, Геннадий Петрович, исполнитель роли шофёра Курта, — за кинокартину «У них есть Родина» (1949), снятую на МК имени М. Горького

## е. Хроникально-документальная кинематография
Первая степень — 75 000 рублей
1. Варламов, Леонид Васильевич и Лукинский, Иван Владимирович, режиссёры, Лю Бэ-юй , литературный консультант, Гусев, Сергей Евтеевич, Крылов Анатолий Александрович, Микоша, Владислав Владиславович, Сёмин, Алексей Георгиевич, Рымарев, Дмитрий Георгиевич, Цытрон Вульф Самуилович, Касаткин, Павел Дмитриевич, У Бэнь-ли ,  Хо Юй-шэнь , Ли Хуа , Сюй Лай , Ли Бинь-джун ,  Е Ху-эй , операторы, — за цветную кинокартину «Победа китайского народа» (1950), снятую на ЦСДФ и Пекинской студии КНР

Вторая степень — 40 000 рублей
1. Беляев, Василий Николаевич и Влчек, Владимир , режиссёры, Капр, Ян , композитор, Халушаков, Рувим Борисович, Монгловский, Юрий Викторович, Сокольников, Иван Иванович, операторы, — за цветную кинокартину «Новая Чехословакия» (1949)
2. Садкович, Николай Фёдорович, режиссёр, Бобров, Георгий Макарович, Бессарабов, Игорь Викторович, операторы, — за цветную кинокартину «Демократическая Германия» (1949)
3. Киселёв Фёдор Иванович, режиссёр, Масс, Вадим Семёнович, Шулятин, Герман Владимирович, операторы, — за кинокартину «Советская Латвия» (1950)
4. Томберг, Владимир Эрнестович и Гиндин, Иосиф Львович, режиссёры, Рейманн, Виллем Мадисович, композитор, Парвель Владимир Юльевич, Школьников, Семён Семёнович, операторы, — за цветную кинокартину «Советская Эстония» (1950)
5. Чулков, Сергей Фёдорович, Когтев, Константин Александрович, Яшин, Давид Исаакович, Петрова, Полина Гавриловна, режиссёры, — за создание киножурнала «Наука и техника» (№№ 1 — 12, 1950)

Третья степень — 20 000 рублей
1. Григорьев, Роман Григорьевич (Кацман), режиссёр, Небылицкий, Борис Рудольфович, Рейзман, Оттилия Болеславовна, Мухин, Евгений Васильевич, операторы, — за кинокартину «Слава труду!» (1950)
2. Задорожный, Яков Григорьевич, режиссёр, Сухомлинов, Анатолий Александрович, оператор, — за кинокартину «Соперники» (1950), снятую на Свердловской киностудии
3. Копалин, Илья Петрович, режиссёр, Глидер, Михаил Моисеевич, Киселёв Сергей Иванович, Уралов, Сергей Яковлевич, Фельдман, Зиновий Львович, операторы, — за цветную кинокартину «Обновление земли» (1950)

## ж. Музыка

### I. Крупные музыкально-сценические и вокальные произведения (опера, балет, оратория, кантата)
Вторая степень — 50 000 рублей
1. Кабалевский, Дмитрий Борисович — за оперу «Семья Тараса» (1950)
2. Мейтус, Юлий Сергеевич — за оперу «Молодая гвардия» (1947)
3. Скултэ Адольф Петрович — за балет «Сакта свободы» (1950)
4. Степанов, Лев Борисович — за оперу «Иван Болотников» (1950)
5. Прокофьев, Сергей Сергеевич — за вокально-симфоническую сюиту «Зимний костёр» (1949) и ораторию «На страже мира» (1950)

Третья степень — 25 000 рублей
1. Гасанов, Готфрид Алиевич — за «Дагестанскую кантату о Сталине» (1949)
2. Жуковский, Герман Леонтьевич — за оперу «От всего сердца» (1950)
3. Заринь, Маргер Оттович — за ораторию «Валмиерские герои» (1950)
4. Эрнесакс, Густав Густавович — за оперу «Берег бурь» (1949)

### II. Крупные инструментальные произведения
Первая степень — 100 000 рублей
1. Мясковский, Николай Яковлевич (посмертно) — за 27-ю симфонию и 13-й квартет

Вторая степень — 50 000 рублей
1. Галынин, Герман Германович — за «Эпическую поэму на русские темы» для симфонического оркестра (1950)
2. Пейко, Николай Иванович — за «Молдавскую сюиту» для симфонического оркестра (1950)

Третья степень — 25 000 рублей
1. Бабаджанян, Арно Арутюнович — за «Героическую балладу» для фортепиано с оркестром (1950)
2. Вайнюнас Стасис Андреевич — за рапсодию на литовские темы для скрипки с оркестром
3. Гомоляка, Вадим Борисович — за симфоническую картину «Закарпатские эскизы» (1950)
4. Кужамьяров, Куддус Ходжамьярович — за поэму «Ризвангуль» для симфонического оркестра (1950)
5. Мачавариани Алексей Давыдович — за концерт для скрипки с оркестром (1950)
6. Мухатов Велимухамед — за «Туркменскую сюиту» (1950)
7. Тактакишвили, Отар Васильевич — за симфонию № 1 (1949)

### III. Произведения малых форм
Вторая степень — 50 000 рублей
1. Александров, Анатолий Николаевич — вокальную сюиту «Верность» на слова С. Л. Северцева (Фейнберга), цикл романсов на слова А. С. Пушкина и фортепианные пьесы для детей
2. Корчмарёв, Климентий Аркадьевич — за сюиту «Свободный Китай» для хора и симфонического оркестра (1950)
3. Макаров, Валентин Алексеевич — за сюиту «Река-богатырь» для хора и оркестра народных инструментов (1950)
4. Мурадели, Вано (Мурадв Иван Ильич) — за песни: «Гимн Международного союза студентов», «Нас воля Сталина вела», «Песня борцов за мир», «Москва — Пекин», «Гимн Москве»

Третья степень — 25 000 рублей
1. Васильев-Буглай, Дмитрий Степанович — за песни: «Лети в Москву, соловушка…», «На просторах Баренцева моря», «Горный орёл», «Гибель Чапаева», «Урожайная плясовая»
2. Кос-Анатольский, Анатолий Иосифович — за песни: «От Москвы до Карпат», «Новая Верховина», «Встреча на поле»
3. Кырвер, Борис Вольдемарович — за песни: «У нас в колхозе», «Летним вечером», «Качель зовёт», «После работы»
4. Рустамов, Сеид Али оглы — за песни: «Комсомол», «Сурейя», «Голосую за мир», «Сумгаит»
5. Туликов, Серафим Сергеевич — за песни: «Мы за мир», «Песня о Волге», «Расцветай, земля колхозная», «Приезжали на побывку», «Лес-богатырь»
6. Юдаков Соломон Александрович — за вокально-симфоническую сюиту «Мирзачуль» (1950)

### IV. Концертно-исполнительская деятельность
Первая степень — 100 000 рублей
1. Николаева, Татьяна Петровна, солистка МГАФ, пианистка, — за концертно-исполнительскую деятельность и за сочинение концерта для фортепиано с оркестром

Вторая степень — 50 000 рублей
1. Долуханова Заруи Агасиевна, солистка Комитета радиоинформации при СМ СССР, певица
2. Ниязи (Таги-Заде Ниязи Зульфугарович), дирижёр
3. Ростропович, Мстислав Леопольдович, солист МГАФ, виолончелист

Третья степень — 25 000 рублей
1. Безродный, Игорь Семёнович, солист МГАФ, скрипач
2. Кочарян, Сурен Акимович, артист МГАФ, — за художественное чтение
3. Попова, Валентина Алексеевна, артистка ЦТСА, — за художественное чтение
4. Петросянц, Ашот Иванович, художественный руководитель оркестра народных инструментов УзГФ

## з. Живопись
Первая степень — 100 000 рублей
1. Иогансон, Борис Владимирович, Соколов Василий Васильевич, Тегин, Дмитрий Капитонович, Чебаков, Никита Никанорович — за картину «Выступление В. И. Ленина на III съезде комсомола» (1950)

Вторая степень — 50 000 рублей
1. Налбандян, Дмитрий Аркадьевич (также и за картину «Великая дружба» (1950)), Басов, Василий Николаевич, Мещанинов, Николай Петрович, Прибыловский, Виктор Александрович, Суздальцев, Михаил Аркадьевич — за картину «Власть Советам — мир народам» (1950)
2. Серов, Владимир Александрович — за картину «Ходоки у Ленина» (1950)
3. Григорьев, Сергей Алексеевич — за картину «Обсуждение двойки» (1951)
4. Яблонская, Татьяна Ниловна — за картину «Весна» (1951)

Третья степень — 25 000 рублей
1. Фаттахов, Лотфулла Абдульменович и Якупов, Харис Абдрахманович — за картину «Подписание декрета об образовании Татарской АССР» (1950)
2. Вепхвадзе, Алексей Иванович — за картину «Высылка И. В. Сталина из Батума в 1903 году» (1951)
3. Решетников, Фёдор Павлович — за картину «За мир» (1950)
4. Неменский, Борис Михайлович — за картину «О далёких и близких» (1949)
5. Мыльников, Андрей Андреевич — за картину «На мирных полях» (1950)
6. Сатель, Георгий Эдуардович — за картину «В ремесленном училище»
7. Мешков, Василий Васильевич — за пейзажи: «Для сталинских строек», «Кама», «Просторы Камы»
8. Грицай, Алексей Михайлович — за пейзаж «В Жигулях» (1948—1950)
9. Нисский, Георгий Григорьевич — за картины: «У берегов Дальнего», «Пейзаж с маяком», «Порт Одесса»
10. Чуйков, Семён Афанасьевич — за картины: «На мирных полях моей Родины», «У подножья Тянь-Шаня», «Утро в совхозе»

## и. Графика
Первая степень — 75 000 рублей
1. Кукрыниксы — за серию рисунков «Поджигатели войны» и другие политические карикатуры, а также за иллюстрации к роману М. Горького «Мать»

Вторая степень — 50 000 рублей
1. Ефимов, Борис Ефимович (Фридлянд) — за альбом сатирических рисунков «За прочный мир, против поджигателей войны» (1950)
2. Жуков, Николай Николаевич — за иллюстрации к книге Б. Н. Полевого «Повесть о настоящем человеке»

Третья степень — 20 000 рублей
1. Соколов, Илья Алексеевич — за серию цветных линогравюр на темы социалистического труда и серию акварелей «Музей детства А. М. Горького»
2. Пономарёв, Николай Афанасьевич — за серию рисунков «Шахтёры Донбасса» (1949—1950)
3. Тоидзе, Ираклий Моисеевич — за серию иллюстраций к книге «История Грузии»
4. Резниченко, Абрам Исаакович — за серию иллюстраций к повестям О. Гончара «Земля гудит» и Ю. О. Збанацкого «Тайна Соколиного бора»
5. Дубинский, Давид Александрович — за иллюстрации к повести А. П. Гайдара «Чук и Гек»

## к. Скульптура
Первая степень — 100 000 рублей
1. Меркуров, Сергей Дмитриевич, Исраелян Рафаел Сергеевич — за «монумент И. В. Сталин» в Ереване (1950)

Вторая степень — 50 000 рублей
1. Яцыно, Пётр Петрович — за скульптуру «В. И. Ленин»
2. Кибальников, Александр Павлович — за скульптуру «И. В. Сталин» (1950)
3. Мухина, Вера Игнатьевна, Зеленская, Нина Германовна, Иванова, Зинаида Григорьевна, Казаков Сергей Васильевич, Сергеев Александр Михайлович — за скульптуру «Требуем мира» (1950)
4. Вронский, Макар Кондратьевич, Олейник, Алексей Прокофьевич — за памятник Т. Г. Шевченко в Сталине

Третья степень — 25 000 рублей
1. Соколов, Вадим Николаевич — за скульптуру «Трудовая победа»
2. Александравичюс Пятрас Павлович — за скульптуру писательницы Ю. Жемайте (1950)
3. Абдурахманов, Фуад Гасан оглы — за скульптуру «Чабан» (1950)
4. Конёнков, Сергей Тимофеевич — за скульптурные портреты «Марфинька» и «Ниночка»

## л. Архитектура
Первая степень — 100 000 рублей
1. Никольский Александр Сергеевич, Кашин-Линде, Константин Иванович, Степанов, Николай Николаевич — за архитектуру стадиона имени С. М. Кирова в Ленинграде

Вторая степень — 50 000 рублей
1. Симбирцев, Василий Николаевич, Левитан, Ефим Иосифович — за архитектуру здания областной партийной школы в Сталинграде
2. Чхеидзе, Константин Вячеславович, Стуруа, Роберт Иванович — за архитектуру здания и роспись плафона театра в Чиатури

Третья степень — 25 000 рублей
1. Савицкий, Дмитрий Болеславович, Шпекторов, Моисей Лазаревич, Петров Виктор Александрович, Бирюков, Сергей Михайлович, Мовчан, Владимир Яковлевич, Морозов, Дмитрий Ефремович[1] — за архитектуру Верхневолжских гидроузлов
2. Ловейко, Иосиф Игнатьевич, Лебедев, Виктор Владимирович, Штеллер, Павел Павлович — за архитектуру здания гостиницы «Советская» в Москве
3. Мелия, Михаил Семёнович — за архитектуру комплекса жилых домов по проспекту Плеханова в Тбилиси
4. Полюдов, Николай Степанович — за архитектуру главного санатория Министерства строительства предприятий тяжёлой индустрии в Кисловодске
5. Григорян Марк Владимирович — за архитектуру здания ЦК КП(б) Армении в Ереване
6. Левинсон, Евгений Адольфович, Грушке, Андрей Александрович — за архитектуру здания вокзала города Пушкин
7. Добровольский, Анатолий Владимирович, Гопкало, Вадим Иванович, Косенко, Анатолий Яковлевич — за архитектуру жилого дома по Владимирской улице в Киеве

## м. Театрально-драматическое искусство
Первая степень — 100 000 рублей
1. Зубов, Константин Александрович и Цыганков, Вениамин Иванович, режиссёры, Федотов, Иван Сергеевич, художник, Штраух, Максим Максимович, исполнитель роли В. И. Ленина, Горбатов, Борис Фёдорович, исполнитель роли И. В. Сталина, Ильинский, Игорь Владимирович, исполнитель роли матроса Володьки Шибаева, Велихов Евгений Павлович, исполнитель роли генерала А. П. Родзянко, Фадеева, Софья Николаевна, исполнительница роли Ольги Симеоновны Буткевич, — за спектакль «Незабываемый 1919-й» В. В. Вишневского, поставленный на сцене ГАМТ

Вторая степень — 50 000 рублей
1. Станицын, Виктор Яковлевич (Гёзе) и Блинников, Сергей Капитонович, режиссёры, Волков, Борис Иванович, художник, Хромова, Елена Афанасьевна, исполнительница роли Груни Васильцовой, Трошин, Владимир Константинович, исполнитель роли Ивана Алексеевича Яркина, Комолова, Анна Михайловна, исполнительница роли, Георгиевская, Анастасия Павловна, исполнительница роли Варвары, Коломийцева, Анна Андреевна, исполнительница роли, Чернов, Пётр Григорьевич, исполнитель роли Матвея Харитоновича Русанова, Давыдов, Владлен Семёнович, исполнитель роли Родиона Терентьевича Васильцова, Попов Владимир Александрович, исполнитель роли, — за спектакль «Вторая любовь» Е. Ю. Мальцева и Н. А. Венкстерн, поставленный на сцене МХАТ имени М. Горького
2. Вивьен, Леонид Сергеевич и Мехнецов, Василий Алексеевич, режиссёры, Вишневецкая, Софья Касьяновна, художник, Скоробогатов, Константин Васильевич, исполнитель роли В. И. Ленина, Янцат, Валентин Иванович, исполнитель роли И. В. Сталина, Адашевский, Константин Игнатьевич, исполнитель роли матроса Володьки Шибаева, Жуковский, Борис Елисеевич, исполнитель роли, — за спектакль «Незабываемый 1919-й» В. В. Вишневского, поставленный на сцене ЛАТД имени А. С. Пушкина
3. Попов, Алексей Дмитриевич и Афонин, Борис Макарович, режиссёры, Шифрин, Ниссон Абрамович, художник, Ситко, Борис Александрович, исполнитель роли адмирала Ф. Ф. Ушакова, Хохлов, Александр Евгеньевич, исполнитель роли князя Г. А. Потёмкина, Добржанская, Любовь Ивановна, исполнительница роли леди Гамильтон, Хованский, Александр Панкратьевич (Улупов), исполнитель роли адмирала Нельсона, Иванов Аполлон Алексеевич, исполнитель роли, Зельдин, Владимир Михайлович, исполнитель роли адмирала Д. Н. Сенявина, Майоров, Михаил Михайлович, исполнитель роли английского дипломата Уорда, — за спектакль «Флаг адмирала» А. П. Штейна, поставленный на сцене ЦТСА
4. Завадский, Юрий Александрович и Шапс, Александр Леонтьевич, режиссёры, Виноградов, Милий Александрович, художник, Марецкая, Вера Петровна, исполнительница роли Капитолины Андреевны Солнцевой, Раневская, Фаина Георгиевна (Фельдман Фанни Гиршевна), исполнительница роли Агриппины Семёновны Солнцевой, Мордвинов, Николай Дмитриевич, исполнитель роли Ивана Ивановича Курепина, Холина, Валентина Григорьевна, исполнительница роли, Абдулов, Осип Наумович, исполнитель роли Иннокентия Степановича Рыжова, Оленин, Борис Юльевич (Гиршман), исполнитель роли товарища Степаняна, — за спектакль «Рассвет над Москвой» А. А. Сурова, поставленный на сцене МАДТ имени Моссовета
5. Юра Игнатий Петрович, режиссёр, Петрицкий, Анатолий Галактионович, художник, Шумский, Юрий Васильевич (Шомин), Ужвий, Наталия Михайловна, исполнительница роли Натальи Никитичны Ковшик, Добровольский, Виктор Николаевич, исполнитель роли Карпа Корнеевича Ветрового, Кусенко, Ольга Яковлевна, исполнительница роли Василисы Ковшик, Нятко Полина Моисеевна, исполнительница роли Аги Александровны Щуки, — за спектакль «Калиновая роща» А. Е. Корнейчука, поставленный на сцене КУАДТ имени И. Я. Франко

Третья степень — 25 000 рублей
1. Шишигин, Фирс Ефимович, режиссёр, Новиков, Фёдор Павлович, художник, Синицын, Константин Александрович, исполнитель роли парторга Петра Григорьевича Аркадьева, Акимов, Виктор Акимович, исполнитель роли директора завода Сергея Васильевича Климова, Машков, Александр Иванович, исполнитель роли директора МТС Афанасия Павловича Кудрова, Торкачевский, Владимир Павлович, исполнитель роли, — за спектакль «Совесть» Ю. П. Чепурина, поставленный на сцене Сталинградского ОДТ имени М. Горького
2. Амтман-Бриедит, Альфред Фрицевич, режиссёр; Осис, Янис Аугустович, исполнитель роли Ванага; Лине, Велта Мартыновна, исполнительница роли Лиены; Клинтс, Анта (Амтман Анна Яновна), Старка-Стендере, Олита Кришевна, исполнительницы роли Либы; Видениек Альфред Екабович, исполнитель роли; Бар Лудвиг Винцентович, исполнитель роли; Фрейман, Лидия Эдуардовна, исполнительница роли Ошу Анны, — за спектакль «Земля зелёная» А. М. Упита, поставленный на сцене ГАТД Латвийской ССР
3. Соколов Александр Васильевич и Зонне Исак Соломонович, режиссёры, Полицеймако, Виталий Павлович, исполнитель роли Артёма Михайловича Годуна, Софронов, Василий Яковлевич, исполнитель роли Евгения Ивановича Берсенева, Лариков, Александр Иосифович, исполнитель роли боцмана Швача, Грановская, Елена Маврикиевна, исполнительница роли Софьи Петровны Берсеневой, Кибардина, Валентина Тихоновна, исполнительница роли Татьяны Евгеньевны Берсеневой, Ольхина, Нина Алексеевна, исполнительница роли Ксении Евгеньевны Берсеневой, Корн, Николай Павлович (Зогерн-Корн), исполнитель роли Леопольда Фёдоровича Штубе, Богдановский, Алексей Александрович, исполнитель роли, — за спектакль «Разлом» Б. А. Лавренёва, поставленный на сцене БДТ имени М. Горького
4. Кобринский, Илья Григорьевич, режиссёр, Королёв, Николай Николаевич, художник, Хрукалова, Зинаида Семёновна, исполнительница роли Ганны Золотаренко, Заднепровский, Леонид Сергеевич, исполнитель роли, Ильченко, Никита Фёдорович, исполнитель роли, Овчаренко, Василий Иванович, исполнитель роли Кобзаря, Верменич, Андрей Андреевич, исполнитель роли Хрена, — за спектакль «Навеки вместе» Л. Д. Дмитерко, поставленный на сцене ДУАДТ имени Т. Г. Шевченко
5. Васадзе, Акакий Алексеевич, режиссёр, Хорава, Акакий Алексеевич, исполнитель роли Джемала, Долидзе, Владимир Сергеевич, исполнитель роли, Сагарадзе, Георгий Илларионович, исполнитель роли Шукри, Апхаидзе, Эммануил Елисеевич, исполнитель роли, Чахава, Медея Васильевна, исполнительница роли Гаяне, Тавадзе, Дмитрий Матвеевич, художник, — за спектакль «Потопленные камни» И. О. Мосашвили, поставленный на сцене ГрГАДТ имени Ш. Руставели
6. Равенских, Борис Иванович, режиссёр, Васильева, Вера Кузьминична, исполнительница роли Ольги Степановны Степановой, Доронин, Виталий Дмитриевич, исполнитель роли Николая Терентьевича Kурочкина, Дорофеев, Владимир Андреевич, исполнитель роли Авдея Спиридоновича Мукосеева, Кузьмичёва, Любовь Сергеевна, исполнительница роли Василисы Павловны Степановой, Иванов Георгий Александрович, исполнитель роли Семёна Ивановича Пирогова, Кожакина, Галина Ивановна, исполнительница роли Любови Андреевны Бубенчиковой, Пельтцер, Татьяна Ивановна, исполнительница роли Лукерьи Власьевны Похлёбкиной, — за спектакль «Свадьба с приданым» Н. М. Дьяконова, поставленный на сцене МАТС
7. Ашумов, Магерам Кязим оглы, режиссёр, Ефименко, Сергей Митрофанович, художник, Мякишев, Константин Михайлович, исполнитель роли Директора, Юдин, Пётр Борисович, исполнитель роли Поладова, Шарлахов, Виктор Петрович, исполнитель роли Мамедова, Чинкин, Борис Михайлович, исполнитель роли, — за спектакль «Заря над Каспием» И. А. Касумова, поставленный на сцене АзГТРД имени С. Вургуна
8. Сеидниязов, Мурад, режиссёр, Мухтаров, Гусейн, драматург, Кульмамедов, Аман, исполнитель роли Аллана Мерданова, Мурадова, Сона, исполнительница роли Бике, Черкезов, Мухаммед, исполнитель роли Байрама, Дурдыев, Ата, исполнитель роли Аты, Бекмурадов, Атамурад, исполнитель роли Курбана, — за спектакль «Семья Аллана» Г. Мухтарова, поставленный на сцене Туркменского ГАДТ имени И. В. Сталина
9. Канин, Александр Игнатьевич, режиссёр и исполнитель роли Василия Васильевича Бессеменова, — за спектакль «Мещане» М. Горького, поставленный на сцене РГОТД

## н. Оперное искусство
Первая степень — 100 000 рублей
1. Голованов, Николай Семёнович, дирижёр, Федоровский, Фёдор Фёдорович, художник, Баратов, Леонид Васильевич, режиссёр, Шорин, Михаил Георгиевич, хормейстер, Рейзен, Марк Осипович, Петров Иван Иванович (Краузе), Огнивцев, Александр Павлович, исполнители партии Досифея, Давыдова, Вера Александровна, Максакова, Мария Петровна, исполнительницы партии Марфы, Кривченя, Алексей Филиппович, Лубенцов, Василий Никитич, исполнители партии Ивана Хованского, Перегудов, Александр Николаевич, исполнитель партии Ближнего боярина, — за оперный спектакль «Хованщина» М. П. Мусоргского, поставленный на сцене ГАБТ

Вторая степень — 50 000 рублей
1. Хайкин, Борис Эммануилович, дирижёр, Шлепянов, Илья Юльевич, режиссёр, Вирсаладзе, Симон Багратович, художник, Яшугин, Иван Петрович, Ярошенко, Лаврентий Артемьевич, исполнители заглавной партии, Преображенская, Софья Петровна, Мшанская, Ольга Феликсовна, исполнительницы партии Ефросиньи, Ульянов, Владимир Григорьевич, исполнитель партии Андрея, Нечаев, Иван Алексеевич, исполнитель партии Назара, Ивановский, Владимир Викторович, исполнитель партии Павла, Каляда, Бэлла Константиновна, исполнительница партии Насти, — за оперный спектакль «Семья Тараса» Д. Б. Кабалевского (1950), поставленный на сцене ЛАТОБ имени С. М. Кирова
2. Охлопков, Николай Павлович, режиссёр, Грикуров, Эдуард Петрович, дирижёр, Шапошников, Сергей Николаевич, исполнитель партии Олега Кошевого, Лаврова, Татьяна Николаевна, исполнительница партии Любови Шевцовой, Алмазов, Аркадий Ефимович, исполнитель партии Сергея Тюленина, Ступальская, Антонина Ивановна, исполнительница партии, Головина, Ольга Николаевна, исполнительница партии, — за оперный спектакль «Молодая гвардия» Ю. С. Мейтуса, поставленный на сцене ЛГМАТОБ
3. Людмилин, Анатолий Алексеевич, дирижёр, Келлер, Иосиф Исаакович, режиссёр, Леонов, Родион Иванович, художник, Бойкиня, Никифор Михайлович, дополнительный текст, исполнитель заглавной партии, Лазовская, Агния Александровна, исполнительница партии Ирины Шаховской, Григорьева, Александра Павловна, исполнительница партии Машки, Попов, Валентин Николаевич, исполнитель партии Гермогена, Русин, Михаил Арсеньевич, исполнитель партии Никиты, — за оперный спектакль «Иван Болотников» Л. Б. Степанова, поставленный на сцене Молотовского АТОБ имени П. И. Чайковского

Третья степень — 25 000 рублей
1. Степанян Аро Леонович, композитор, Тавризиан, Михаил Арсеньевич, дирижёр, Аджемян, Вартан Мкртичевич, режиссёр, Мирзоян, Ашот Оганесович, художник, Сазандарян, Татевик Тиграновна, исполнительница партии Недели, Гаспарян, Гоар Микаэловна, исполнительница партии Гоар, Петросян, Авак Гегамович, исполнитель партии Вагана, Григорян, Ваграм Мкртичевич, исполнитель партии, — за оперный спектакль «Героиня» А. Л. Степаняна, поставленный на сцене АрмГАТОБ имени А. А. Спендиарова
2. Дэлициев Сергей Гаврилович, дирижёр, Грибаускас, Йозас Юргевич, режиссёр, Стасюнас, Йонас Антанович, Сипарис, Римантас Юозович, исполнители заглавной партии, Петраускас Кипрас Ионович (Пиотровский), исполнитель партии Самозванца, Петрашкевичуте, Ядвига Валериановна, исполнительница партии Марины Мнишек, Даутартас, Йонас Йонович, хормейстер, — за оперный спектакль «Борис Годунов» М. П. Мусоргского, поставленный на сцене ГАТОБ Литовской ССР
3. Шкаровский, Ниссон Адольфович, дирижёр, Ожигова, Маргарита Петровна, режиссёр, Серебровский, Глеб Владимирович, исполнитель партии, Дикопольская, Вера Александровна, исполнительница партии, Кокурин, Борис Степанович, исполнитель партии, — за оперный спектакль «От всего сердца» Г. Л. Жуковского, поставленный на сцене Саратовского АТОБ имени Н. Г. Чернышевского
4. Раудсепп, Кирилл Дмитриевич, дирижёр, Уули, Эйно Аугустович, режиссёр, Хаас, Вольдемар Михкелевич, художник, Лунд, Ольга Иоханнесовна, исполнительница партии Малль, Талеш, Георгий Карлович, исполнитель партии Петрова, Вейкат, Воотеле Тынувич, исполнитель партии графа Унгру, Тарас, Мартин Мартынович, исполнитель партии Леэмета, — за оперный спектакль «Берег бурь» Г. Г. Эрнесакса, поставленный на сцене ГАТОБ ЭССР
5. Садыков, Талиб Садыкович, дирижёр и композитор, Камиль Яшен (Нугманов), автор либретто, Мусаев, Мели, художник, Насырова, Халима, исполнительница заглавной партии, Абдурахманов, Гулям, исполнитель партии Кадыра, Тургунбаева, Мукаррам, балетмейстер, — за оперный спектакль «Гюльсара» Т. С. Садыкова и Р. М. Глиэра, поставленный на сцене БУзбГАТОБ имени А. Навои

## о. Балетное искусство
Вторая степень — 50 000 рублей
1. Торадзе Давид Александрович, композитор, Чабукиани, Вахтанг Михайлович, режиссёр, Мирцхулава, Дидим Лаврентьевич, дирижёр, Лапиашвили, Парнаоз Георгиевич, художник, Кикалейшвили, Зураб Малакиевич, исполнитель заглавной партии и партии Мамия, Алексидзе, Ирина Александровна, исполнительница партии Джавары, Цигнадзе, Вера Варламовна, исполнительница партии Иремы, Бауэр, Мария Вениаминовна, исполнительница индийских танцев, — за балетный спектакль «Горда» Д. А. Торадзе, поставленный на сцене ГрАТОБ имени З. П. Палиашвили
2. Якобсон, Леонид Вениаминович, режиссёр, Фельдт, Павел Эмильевич, дирижёр, Бельский, Игорь Дмитриевич и Гербек, Роберт Иосифович, исполнители заглавной партии, Макаров, Аскольд Анатольевич и Сергеев, Константин Михайлович, Брегвадзе, Борис Яковлевич, исполнители партии Али-Батыра, Дудинская, Наталья Михайловна, исполнительница партии Девушки-птицы, Зубковская, Инна Борисовна (Израилева) и Шелест, Алла Яковлевна, исполнительницы партии Сюимбике, — за балетный спектакль «Шурале» («Али-Батыр») Ф. З. Яруллина, поставленный на сцене ЛАТОБ имени С. М. Кирова
3. Чанга, Евгений Янович, режиссёр, Янсон, Арвид Кришевич, дирижёр, Лапиньш, Артур Янович, художник, Граудс, Янис Микелович, исполнитель партии Земгуса, Озолинь, Арвид Карлович, исполнитель партии Тота, Панкрате, Янина Дмитриевна и Приеде, Анна Августовна, исполнительницы партии Лелде, — за балетный спектакль «Сакта свободы» А. П. Скулте (1950), поставленный на сцене ГАТОБ Латвийской ССР